# 都茂村
都茂村（つもむら）は、島根県美濃郡にあった村。現在の益田市の一部にあたる。

## 地理
益田川の上流域に位置していた。

## 歴史
- 1889年（明治22年）4月1日、町村制の施行により、美濃郡都茂村、山本村、丸茂村、久原村が合併して村制施行し、都茂村が発足[1][2]。
- 1954年（昭和29年）4月1日 - 美濃郡東仙道村、二川村と合併し美都村を新設して廃止された[1][2]。

### 地名の由来
古代の都茂郷に由来。

## 産業
- 農業、林業[1]
- 木炭製造 - 1947年（昭和22年）11月30日、島根県に昭和天皇の戦後巡幸が行われた際には、村議会議員が浜田市の宿泊所に出向いて製炭に関する奏上を行った[3]。
- 都茂鉱山[1]

## 出身著名人
- 秦佐八郎（細菌学者）[1]